# Christoph 36
Christoph 36 ist der Funkrufname eines am Klinikum Magdeburg stationierten Rettungshubschraubers der DRF Luftrettung.

## Geschichte
Das Luftrettungszentrum wurde am 1. Juli 1992 am Klinikum Magdeburg in Betrieb genommen. Betreiber war bis zum 21. April 2006 das Bundesministerium des Innern, anschließend die Bundespolizei. Als Hubschrauber kamen bis dahin eine BO 105 CBS oder eine Bell UH-1D zum Einsatz. 
Im April 2006 vermeldete das Ministerium für Arbeit, Soziales und Gesundheit Sachsen-Anhalt, dass das Luftrettungszentrum in Magdeburg bald von der Bundespolizei aufgegeben werde und von der Deutschen Rettungsflugwacht (inzwischen DRF Luftrettung) den Standort übernehmen werde.
Am 10. Mai 2006 übernahm die Deutsche Rettungsflugwacht den Betrieb des Luftrettungszentrums und betrieb dieses fortan in Kooperation mit der örtlichen Johanniter-Unfall-Hilfe Magdeburg und dem Universitätsklinikum Magdeburg. Stationiert wurde ein Rettungshubschrauber vom Typ Eurocopter EC 135. Diese Maschine flog vom Standort des modernen DRF-Luftrettungszentrums am Universitätsklinikum Magdeburg aus zu ihren Einsätzen, bis sie im Herbst 2017 durch eine Airbus H135 ersetzt worden ist.

## Einsätze
Die Alarmierung von Christoph 36 erfolgt über die integrierte Rettungsleitstelle der Feuerwehr Halle (Saale) als zuständige Luftrettungsdienstleitstelle des Landes Sachsen-Anhalt. Vom Klinikum Magdeburg aus werden derzeit rund 1.300 Einsätze pro Jahr in einem Umkreis von ca. 50 km geflogen. Christoph 36 kommt in den Landkreisen Helmstedt, Altmarkkreis Salzwedel, Börde, Harz, Jerichower Land, Salzland, Stendal sowie in den Städten Magdeburg und Dessau-Roßlau zum Einsatz. Im Jahr 2014 flog die DRF Station Magdeburg ihren 20.000. Einsatz.

## Besatzung
Die Besatzung des Christoph 36 besteht aus:
- Pilot der DRF Luftrettung
- Notfallsanitäter der Johanniter-Unfall-Hilfe Magdeburg/Börde/Harz mit Ausbildung zum HEMS Crew Member
- Notarzt des Klinikums Magdeburg oder des Universitätsklinikums Magdeburg

## Einsatzstatistik
| Jahr     | 1992 | 1993 | 1994 | 1995 | 1996 | 1997 | 1998 | 1999 | 2000 | 2001 | 2002 | 2003 | 2004 | 2005 |
| Einsätze | ?    | 87   | 635  | 775  | 664  | 533  | 653  | 813  | 777  | 683  | 685  | 752  | 849  | 864  |

| Jahr     | 2006 | 2007 | 2008 | 2009 | 2010 | 2011 | 2012 | 2013 | 2014 | 2015 | 2016 | 2017 | 2018 | 2019 |
| Einsätze | 1032 | 1065 | 1316 | 1507 | 1429 | 1408 | 1464 | 1378 | 1329 | 1364 | 1301 | 1295 | 1006 | 1062 |

| Jahr     | 2020 | 2021 | 2022 | 2023 | 2024 |
| Einsätze | 1003 | 930  | 984  | 903  | 830  |

## Sonstiges
Der Name Christoph 36 geht auf den heiligen Christophorus zurück, den Schutzpatron der Autofahrer. Nach ihm tragen alle deutschen Rettungshubschrauber den BOS-Funk-Rufnamen Christoph, gefolgt von einer Nummer bei Rettungshubschraubern und einer Bezeichnung zum Standort bei Intensivtransporthubschraubern.